# 直昇機四重奏

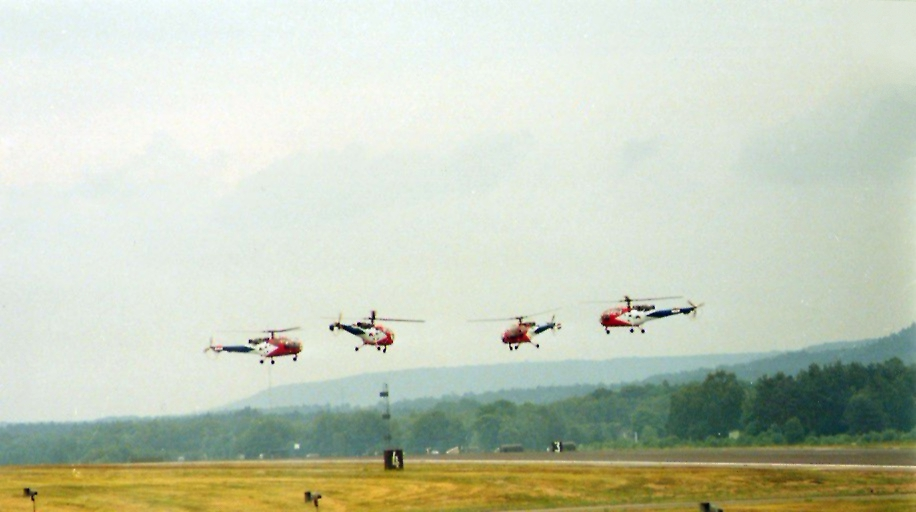
参与了《直升机四重奏》首演的4架法国航太云雀III型直升机，由荷兰蚱蜢特技飞行队驾驶

《直昇機四重奏》（德語：Das Helikopter-Streichquartett），是德國近代作曲家施托克豪森其中一首為人所熟識的音樂作品，出自他的聯套歌劇《光》（德語：Licht）中的《星期三》（德語：Mittwoch）第三幕。它亦是施托克豪森其中一首結構複雜的音樂作品，雖然所動用的樂器只是傳統的絃樂四重奏，但卻另外需要動員四架直昇機，四名攝影師，四名隨機收音師，以及其他相關的混音，協調等工作人員，令到樂曲自1993年創作完成以來，只進行過一次實際的演出，是在1995年6月26日於荷蘭音樂節，由阿迪蒂弦樂四重奏（Arditti Quartet）擔任，並製作成光碟發售；就算棄用直昇機，它的演奏次數也不多。
樂曲於2001年獲德國音樂出版商協會頒發「20世紀音樂作品樂譜」獎項。

## 背景
本曲於1991年受薩爾茨堡音樂節的蘭特曼教授（Professor Hans Landesmann）所委約。他希望施托克豪森能創作一首絃樂四重奏作品。最初施托克豪森對這委約不甚興趣，因為他曾提及過他不會寫任何傳統樂器組合的作品，這事便被放在一旁。後來，他在一次夢中，看到四架透明的直昇機，內裏各乘載著一名絃樂四重奏的成員，就是這個概念，令他對這個委約似乎尋找到了靈感。及後在92-93年間，他花了約三個多月的時間去完成作品。在作曲家的草稿及初發行的樂譜中，可以看到他是先將旋律譜寫在單行五線譜上，再以不同的顏色標示不同的音符由哪一件樂器拉奏，繼而擴展為四行樂譜模式，因此四位樂手實際是共同奏出一條旋律線條。所寫的風格，亦和一般所認知的絃樂四重奏很不同。
作曲家本來打算將樂曲安排於1994年作首演，除和主辦單位不斷相討細節外，並已向奧地利軍方相討借用直昇機事宜。可是卻受到奧地利綠黨（Austrian Green Party）所阻撓，認為「為演奏施托克豪森的作品而污染奧地利的空氣，會是不被容許的」。結果這次首演最終要取消。一直到第二年，才得以演奏。
首演後，作曲家作出了修改，加長了末段的部份，令全曲的總長度增加至約32分鐘。

## 外部連結
- （页面存档备份，存于） 官方網站中作曲家的親自介紹。（英文）